# Li Liejun
Li Liejun, 李烈钧, (23 février 1882 - 20 février 1946) est un général révolutionnaire chinois.
Né à Wuning dans la province du Jiangxi, il fait des études supérieures et est envoyé à l'académie de l'armée impériale japonaise où il rejoint l'alliance révolutionnaire chinoise. De retour en Chine, il prend part à plusieurs mouvements anti-Qing.
Après la révolution chinoise de 1911, Li est nommé gouverneur militaire du Jiangxi en 1912. Il est déposé par Yuan Shikai en 1913 pour affaiblir la domination des gouverneurs démocratiques du Kuomintang. Li se rebelle contre Yuan à Hukou dans le Jiangxi, le 12 juillet 1913, avec le soutien de Sun Yat-sen. En 1916, après que Yuan Shikai a annoncé son intention de restaurer l'empire, les provinces chinoises se rebellent petit à petit en commençant par le Yunnan. Les révolutionnaires forment l'« armée de protection de la nation » et commencent la guerre de protection de la nation. En 1917, Li devient chef d'État-major du mouvement de protection de la constitution.
Il reste un important décideur du Kuomintang après que Tchang Kaï-chek a pris le pouvoir en 1925. Nommé conseiller d'État du gouvernement nationaliste en 1931, il devient membre de la commission des affaires militaires en 1932 jusqu'en 1945. Il meurt le 20 février 1946 à Chongqing.